# Aignerville
Aignerville település Franciaországban, Calvados megyében. Lakosainak száma 204 fő (2018. január 1.). Aignerville Asnières-en-Bessin, Écrammeville, Formigny és Trévières községekkel határos.

## Népesség
A település népességének változása:
| Lakosok száma | 179  | 178  | 156  | 154  | 138  | 200  | 199  | 201  | 204  | 204  |
|               | 1968 | 1975 | 1982 | 1990 | 1999 | 2011 | 2013 | 2015 | 2017 | 2018 |